# شهرستان ثمود
ناحیهٔ ثمود (به عربی: مدیریة ثمود) یک ناحیه در یمن است که در استان حضرموت واقع شده‌است.
ناحیهٔ ثمود  ۴٬۴۰۲ نفر جمعیت دارد.